# Ólafur Elíasson
Ólafur Elíasson (Copenaghen, 5 febbraio 1967) è un artista danese di origini islandesi.
È noto per aver esposto alla Tate Modern di Londra la sua installazione The Weather Project nel 2003.

## Biografia
Ha studiato all'Accademia delle belle arti di Copenaghen. Nel 2014 ha vinto il Premio Wolf nella categoria delle arti.
Nel 2007 ha partecipato e realizzato un'opera per il progetto BMW Art car.
Nel 2012 Olafur Eliasson, insieme a Frederik Ottesen, ha avviato "Little Suns", un'organizzazione progettata per aiutare 1,1 miliardi di persone nel mondo con scarso accesso all'elettricità regolare attraverso il loro modello di business sociale: vendono lampade a pannelli solari a costi elevati in luoghi con elevati livelli di accesso all'elettricità, al fine di vendere le lampade a basso costo nei paesi in via di sviluppo.
Nel 2022 la Fondazione Palazzo Strozzi presenta Olafur Eliasson: Nel tuo tempo, la più grande mostra mai realizzata in Italia dedicata all'artista islandese, celebre per la creazione di installazioni immersive che mettono lo spettatore al centro dell'opera.